# Stan Keery
Stan Keery (Derby, 9 september, 1931 – 7 maart 2013) was een Engels voetballer die als flankspeler speelde.
Keerry heeft voor de Blackburn Rovers, Shrewsbury Town, Newcastle United, Mansfield Town en Crewe Alexandra gespeeld.